# TOKYOPOP

TOKYOPOP標誌

TOKYOPOP是一家成立於東京的漫畫發行公司，其主要業務是經取得漫畫出版權後在日本以外地區翻譯、出版發行日本漫畫的英文及德文版。TOKYOPOP最大的海外分部位於美國的洛杉磯，此外在英國和德國也設有分部。TOKYOPOP漫畫發行地區包括北美（美國、加拿大）、歐洲（英國、德國和瑞士）和大洋洲（澳大利亞）。除了日本漫畫外，TOKYOPOP也發行其他地區的漫畫，如英語原創日本風格漫畫（original English-language manga）、韩國漫畫等。
目前，TOKYOPOP還翻譯發行輕小說和film comic等。 

## 出版的部份書目
- BECK
- 麻辣教師GTO
- 聖石小子
- 女孩萬歲
- 純情房東俏房客
- 鬼眼狂刀
- 閃靈二人組
- Keroro軍曹
- 百變小櫻
- 他與她的事情
- 橘子醬男孩
- 美少女戰士
- 東京喵喵
- 青出於藍
- 機動戰士GUNDAM
- Chobits
- 大逃殺
- 惑星奇航
- Undertown
- 問題提起作品集

## 外部連結
- TOKYOPOP日本（页面存档备份，存于）
- TOKYOPOP 美國（页面存档备份，存于）
- TOKYOPOP 英國Archive.today的存檔，存档日期2012-12-09
- TOKYOPOP 德國（页面存档备份，存于）